# Henny van Batenburg-Jansen
Hendrika (Henny) Brigitta van Batenburg-Jansen (Amersfoort, 7 september 1923 – aldaar, 12 januari 2023) was een Nederlandse zakenvrouw en verzetsstrijdster in de Tweede Wereldoorlog.

## Levensloop
Van Batenburg-Jansen werd in 1923 in Amersfoort geboren. Haar ouders woonden op dat moment in een houten noodwoning aan de Sint Annastraat in Amersfoort. Het gezin Jansen verhuisde een aantal keer. Uiteindelijk kwamen ze terecht in één van de vakantieverblijven van de stichting 's Zomers Buiten in Leusden. Deze Rotterdamse stichting zette vakantieoorden in de mooiste delen van Nederland op.

### Oorlog en Verzet
De woning van de familie Jansen in 's Zomers Buiten was groot genoeg om tijdens de Tweede Wereldoorlog onderdak te bieden aan zowel onderduikers als ingekwartierde Duitse soldaten. Één van de onderduikers was Carel van Batenburg.
Tijdens de Tweede Wereldoorlog werkte Van Batenburg-Jansen voor de loonadministratie van de Nederlandse Spoorwegen (NS). Vanaf september 1944 legde het personeel van de NS het werk neer. Deze spoorwegstaking duurde tot de bevrijding in mei 1945. Tijdens de staking zette Van Batenburg-Jansen zich, naast het helpen van onderduikers, ook op andere manieren in voor het verzet. Zo bracht ze als koerierster illegale kranten rond. Door haar jeugdige uiterlijk lieten de Duitse soldaten haar keer op keer doorfietsen zonder dat ze haar fietstassen controleerden.
Tijdens de hongerwinter (1944-1945) liep Van Batenburg-Jansen zo'n 15 kilometer van het ouderlijk huis in Leusden naar Baarn om een handkar op te halen. Daarna liep ze ruim 90 kilometer naar Staphorst. Onderweg ruilde ze spijkers en andere ijzerwaren tegen voedsel. Zo kwam de familie de winter door.

### Na de oorlog
Van Batenburg-Jansen trouwde in 1946 met Carel van Batenburg (1923-1995). Ze werd ontslagen bij de NS, omdat een getrouwde vrouw in de jaren 40 niet bij de overheid mocht werken. Het echtpaar kreeg drie kinderen.
Het jonge echtpaar huurde een aantal kamers bij een fysiotherapeut aan de Paulus Buysstraat in Amersfoort. De huur voor deze eerste woning verdiende Van Batenburg-Jansen met het geven van sportmassages en heilgymnastiek voor de fysiotherapiepraktijk waar het jonge gezin kamers huurde. Ze stimuleerde haar man om, ondanks zijn dyslexie, een opleiding tot aannemer te volgen. Voor het Aannemersbedrijf Van Batenburg dat hij vervolgens opzette, verzorgde zij de volledige administratie, inclusief de loonorders en de rekeningen.
In haar vrije tijd zat Van Batenburg-Jansen ook niet stil. Zo ontving ze de Erepenning van de gemeente Amersfoort, omdat ze 36 jaar lang penningmeester van het Kinderpostzegels-comité was.
Haar laatste jaren bracht Van Batenburg-Jansen als weduwe door in verzorgingstehuis De Plataan in Amersfoort. Tot ze daar op 12 januari 2023 op 99-jarige leeftijd overleed.